# Alajärvi (sjö i Finland, Lappland, lat 66,58, long 27,13)
Alajärvi är en sjö i Finland. Den ligger i kommunen Kemijärvi i landskapet Lappland, i den norra delen av landet, 700 km norr om huvudstaden Helsingfors. Alajärvi ligger 153,4 meter över havet. Den är 9,8 meter djup. Arean är 1,28 kvadratkilometer och strandlinjen är 10,29 kilometer lång. Sjön  ingår i Kemi älvs huvudavrinningsområde.   Den sträcker sig 2,2 kilometer i nord-sydlig riktning, och 1,8 kilometer i öst-västlig riktning.